# Sterculia peekelii
Sterculia peekelii är en malvaväxtart som beskrevs av Gottfried Wilhelm Johannes Mildbraed. Sterculia peekelii ingår i släktet Sterculia och familjen malvaväxter. Inga underarter finns listade i Catalogue of Life.